# 五灯会元
五灯会元（ごとうえげん）は、中国南宋代に成立した禅宗の灯史である。1252年、大川普済撰、20巻。
総称「五灯録」を改編して集大成した禅宗通史としたもの。
1. 『景徳伝灯録』
2. 『天聖広灯録』
3. 『建中靖国続灯録』
4. 『聯灯会要』
5. 『嘉泰普灯録』

という5種の、皇帝の勅許によって入蔵を認められた灯史を総合する意味で編纂されたものであり、書名は、その事を端的に表現している。その後も灯史の編纂は清朝まで歴代続けられるが、本書が画期となって、従来の灯史の系譜とは異なった意味合いを有した書が、禅の系統から現われて来る。それは、『仏祖歴代通載』や『釈氏稽古略』という、禅宗の系譜のみでなく、仏教全体の歴史を著した著作の編纂である。そこには、天台宗の立場から編纂された仏教史書である『仏祖統紀』への対抗意識も潜在的に有していたことが考えられるが、その反面、他宗派の衰勢により、禅宗が仏教界を支えなければならない時代状況が作用したものと考えられる。
なお、清代には、本書の続編としての『五灯会元続略』（遠門浄柱撰、1651年）、『五灯全書』（霽崙超永撰、1693年）が編纂されている。

## 注・出典
1. ↑   中国語版ウィキソースに本記事に関連した原文があります：五燈會元